# Schutzmannschaft Bataillon 118
Le 118e bataillon Schutzmannschaft (Schuma ukrainienne) était un bataillon de police auxiliaire de la Schutzmannschaft.

## Histoire
Le noyau du bataillon Schutzmannschaft n° 118 était composé de nationalistes ukrainiens de Bucovine en Ukraine occidentale lié à l'organisation des nationalistes ukrainiens, avec à sa tête Melnyk. 900 membres de l'OUN en Bucovine ont marché vers l'est de l'Ukraine en tant que membres du bataillon paramilitaire. Après avoir été renforcé par des volontaires de Galicie et d'autres parties de l'Ukraine, le bataillon bucovinien comptait au total 1 500 à 1 700 soldats. À sa dissolution, ses membres et officiers ont été réorganisés en bataillons Schutzmannschaft n° 115 et 118. Parmi les personnes incorporées dans les deux bataillons figuraient des participants ukrainiens au massacre de Babi Yar.
Le 118e bataillon est formé par les nazis au printemps 1942 à Kiev dans le Reichskommissariat Ukraine. Il est basé sur le 115e bataillon, séparé de ce dernier, mais comprenait également des prisonniers de guerre soviétiques. 100 membres de la troisième compagnie du 115e bataillon ont formé la première compagnie du 118e bataillon ; c'était la partie la plus active du bataillon, considérée comme son élite et composée principalement de nationalistes d'Ukraine occidentale,. Deux nouvelles compagnies supplémentaires étaient composées de prisonniers de guerre soviétiques, principalement des Ukrainiens, et de volontaires locaux de la région de Kiev,,. Le commandant allemand du bataillon était le Sturmbannführer Erich Körner, qui avait son propre état-major d'Allemands, commandé par Emil Zass.
En 1944, le bataillon, dirigé par l'ancien officier de l'Armée rouge Hryhoriy Vasiura (en) (27 ans, exécuté en 1986 par l'URSS), est fusionné avec le 115e bataillon et transféré de la Prusse orientale vers la France, où il rejoint la 30e division SS.